# Boris Froumine
Boris Froumine, né le 24 octobre 1947 à Riga, est un réalisateur et scénariste soviétique puis letton. Son film Erreurs de jeunesse a été projeté lors de la section Un Certain Regard du Festival de Cannes 1989. Son projet Siberian Trangle a été présenté au 32e festival international du film de Moscou (en).

## Biographie
Boris Froumine nait le 24 octobre 1947 à Riga, dans la famille de Moïse Froumine, rédacteur en chef de Kinochronika. En 1967, il commence à travailler comme assistant cameraman au Riga Film Studio.
Il est diplômé du département de réalisation de VGIK en 1972 (atelier de Sergueï Gerasimov).
Sa carrière de réalisateur commence aux studios Lenfilm en 1975, avec le Journal du directeur d'école adapté d'après la pièce d'Anatoli Grebnev. L'année d'après, il rentre en Lettonie et réalise Un mélodrame familial au Riga Film Studio.
Il réalise Les Erreurs de la Jeunesse en 1978, avant de quitter l'Union soviétique la même année. Il reviendra en 1988 dans le contexte de la Perestroïka et terminera le film qui sera projeté dans la section Un Certain Regard du Festival de Cannes en 1989.  
Pendant ses années d'immigration, il enseigne le cinéma à l'Université de New York et au New York Institute of Technology. Il réalise Black and White en 1992, Viva Castro! en 1994 et Clandestin (Nelegal) en 2006. Il s'illustre également comme scénariste dans Street Days (2010) et Blind Dates (2013) de Levan Koguashvili, et dans Tireur d'élite (2019) de Dzintars Dreibergs (lv).
De 2006 à 2008, il enseigne à la Baltic Film School de Tallinn. Depuis 2013, il dirige des ateliers d'art audiovisuel à l'Académie lettone de la culture. À l'automne 2014, il met en scène la pièce Anecdotes provinciales d'Alexandre Vampilov au Nouveau Théâtre de Riga.

## Filmographie

### Réalisateur
- 1975 : Journal du directeur d'école (Дневник директора школы)
- 1976 : Un mélodrame familial (lv) (Семейная мелодрама)
- 1978 : Erreurs de jeunesse (Ошибки юности)
- 1991 : Le Noir et le Blanc (Черное и белое)
- 1993 : Viva Castro! (Вива кастро!)
- 2005 : Clandestin (Nelegal - Нелегал), téléfilm
- 2007 : Crime et Temps (Prestuplenie i pogoda - Преступление и погода)

### Scénariste
- 2010 : Street Days (en) de Levan Kogouachvili
- 2013 : Blind Dates
- 2017 : Oh Lucy!
- 2019 : Tireur d'élite (Dvēseļu putenis)
- 2021 : Brighton 4th de Levan Kogouachvili[3]